# Salenbici
Salenbici (Salamanca/Salir + en + bici/bicicleta) bajo el lema "Salamanca sí presta" es un servicio de alquiler de bicicletas públicas en la ciudad de Salamanca que se implantó en diciembre de 2010, promovido por el Ayuntamiento y gestionado por la empresa Onroll.

## Servicio y tarifas
Los usuarios pagan un abono anual (13 euros) y reciben una tarjeta. Con esta tarjeta pueden tomar una de las bicicletas en cualquiera de las estaciones repartidas por la ciudad y tienen un tiempo máximo de 1 hora para hacer su itinerario y dejar la bicicleta en otra estación. Si se sobrepasa el uso de una hora se recibe una penalización de uso, mediante la desactivación de la tarjeta, proporcional al tiempo de demora, siendo esta desde un día hasta un año o la desactivación total del sistema.
Además del abono anual existen abonos para un mes (7,75 euros) y para una semana (5 euros). El servicio es gratuito para los usuarios del abono mensual de los autobuses urbanos durante su periodo de vigencia.
El horario del servicio Salenbici es de lunes a viernes de 7 a 22 h y sábados, domingos y festivos de 10 a 22 h.
Dejar la bicicleta una vez terminado el horario de uso está también penalizado.

## Bicicletas y estaciones
Las bicicletas son de tipo "paseo" con cambio de 3 marchas, de color plateado y con una cesta en el manillar.
En la inauguración del servicio existían 12 estaciones y actualmente se han ampliado a 29.

## Estaciones de préstamo

### En servicio
- Plaza Poeta Iglesias (junto a la plaza Mayor)
- Plaza de los Bandos
- Puente romano
- Aparcamiento Hospitales
- Barrio San José
- Tejares (junto oficina Caja España-Duero)
- C/ La Bañeza (junto Carrefour, en el barrio Capuchinos)
- Avenida María Auxiliadora (entrada El Corte Inglés)
- Estación de tren Vialia Estación de Salamanca (paseo de La Estación)
- Estación de autobuses (avenida Filiberto Villalobos)
- Iglesia Pizarrales (carretera de Ledesma)
- C/ La Marina (parque de Los Jesuitas)
- Campus Unamuno (USAL)
- Facultad de Ciencias (USAL)
- Facultad de Psicología y Bellas Artes (USAL)
- Barrio Prosperidad (frente al edificio de la Junta de Castilla y León)
- Barrio Zurguén
- Huerta Otea
- Glorieta de Castilla y León
- Alto del Rollo
- Avda. Federico Anaya con la calle de los Tilos
- Plaza de Gabriel y Galán
- Plaza de toros
- Plaza del Oeste
- Paseo de Canalejas (junto al colegio Calasanz)
- Plaza de San Julián (Gran Vía)
- Parque de la Alamedilla
- Parque Elio Antonio de Nebrija (Salas Bajas)
- C/ La Radio (Avda. Comuneros)

## Carril bici en Salamanca
- Carril bici en Salamanca

- Datos: Q6117221